# Grand orgue de l'église de la Madeleine
Le grand orgue de l'église de la Madeleine est l'orgue situé en tribune en fond de nef, à l'intérieur de l'église Saint-Marie Madeleine, dans le huitième arrondissement de Paris. Il est en particulier l'œuvre du grand facteur d'orgue français, Aristide Cavaillé-Coll.
Il est l'un des deux orgues de l'église, l'autre étant dans le chœur.

## Historique
Le grand orgue est construit par Aristide Cavaillé-Coll en 1846, dont il s’agit du 26e opus. L'orgue prend place dans un buffet de style renaissance-italienne à huit plates-faces, dessiné par l'architecte de l'église, Jean-Jacques-Marie Huvé, et réalisé par M. Lindenberg. L'orgue a été inauguré le 29 octobre 1846 par Charles-Alexandre Fessy (organiste de la paroisse), Nicolas Séjan et Louis James Alfred Lefébure-Wély (alors organiste à l'église Saint-Roch, à Paris).
Il est revu par Charles Mutin (1927), Roethinger (1957), restauré et électrifié par Danion-Gonzalez (1971), augmenté en 1988 et 2000 par Bernard Dargassies (2000).
La partie instrumentale a été classée aux monuments historiques en 1981.

## Transformations
L'orgue possédait initialement 48 jeux, répartis sur 4 claviers manuels de 54 notes, et un pédalier de 25 notes. 
En 1927, la maison Mutin relève l'instrument et porte l’étendue des claviers de 54 à 56 notes, et celle du pédalier de 25 à 30 notes. 
En 1957, la maison Roethinger, avec le concours de Robert Boisseau, a modifié l’orgue dans le style néo-classique en vogue à cette époque, avec l’ajout de jeux de mutations et mixtures. 
En 1971, la maison Danion-Gonzalez  a électrifié la mécanique des claviers et des jeux, et a accru l’étendue de la pédale, la portant ainsi de 30 à 32 notes. A cette occasion, une nouvelle console prend place dans le meuble d'origine.
De plus, de nombreux ajout ont été effectués au cours des diverses interventions. Ainsi, Roethinger en 1957, Gonzalez en 1971, et Dargassies en 1988 (Octavin au Récit) et en 2000 (ajout des chamades au positif, prévues à l'origine par Cavaillé-Coll), le nombre de jeux a été porté à 60.
Nonobstant ces modifications, l'orgue comporte toujours 46 des 48 jeux d'origine, le rendant de fait l'un des plus remarquables témoins de la facture de Cavaillé-Coll. 
Cet instrument a marqué le tournant pris par le facteur vers le style romantique et symphonique et dans l’introduction d'innovations techniques, comme le premier jeux de voix céleste au monde.

## Composition
| I - Grand orgue (56 notes) | II - Positif (56 notes) | III - Bombarde (56 notes) | IV - Récit expressif (56 notes) | Pédale (32 notes)                                                                                              |
| --- | --- | --- | --- | --- |
| Montre 16' Gambe 16' Montre 8' Salicional 8' Flûte harmonique 8' Bourdon 8' Prestant 4' Quinte 2 2/3' Doublette 2' Piccolo 1' Fourniture Vrgs Cymbale Vrgs Cornet Vrgs Trompette 8' Cor anglais 8' | Montre 8' Viole de gambe 8' Voix céleste 8' Flûte douce 8' Prestant 4' Dulciane 4' Octave 2' Trompette 8' Trompette 8' (en chamade) Musette 8' Clairon 4' Clairon 4' (en chamade) | Soubasse 16' Flûte harmonique 8' Flûte traversière 8' Basse 8' Flûte octaviante 4' Octavin 2' Fourniture IV rgs Cornet III Bombarde 16' Trompette 8' Clairon 4' | Flûte harmonique 8' Bourdon céleste 8' Prestant 4' Flûte octaviante 4' Octavin 2' Larigot 1 1/3' Plein jeu IV rgs Cymbale III rgs Bombarde 16' Trompette 8' Basson-Hautbois 8' Voix humaine 8' Clairon 4' | Quintaton 32' Contrebasse 16' Flûte 8' Violoncelle 8' Flûte 4' Bombarde 16' Basson 16' Trompette 8' Clairon 4' |
| Accouplements : - Réc./G.O. en 16', en 8' et en 4' ; - Bomb./G.O. ; - Pos./G.O. ; - Réc./Bomb. ; - Réc./Pos. ; - Tirasse Bomb. en 8' et en 4' ; - Tirasse G.O ; - Tirasse Pos. ; - Tirasse Réc. ; Accessoires : appel d'anches Bomb., G.O., Pos., Péd., Réc. ; annulateur, expression Réc. par bascule ; trémolo Réc. ; tutti ; tutti plein jeu, combinateur, crescendo général. | | | | |

## Titulaires du grand orgue

### Anciens titulaires[3]
- Charles-Alexandre Fessy, de 1846 à mars 1847 ;
- Louis James Alfred Lefébure-Wély, de mars 1847 à novembre 1857 ;

Anciens titulaires du grand orgue de la Madeleine
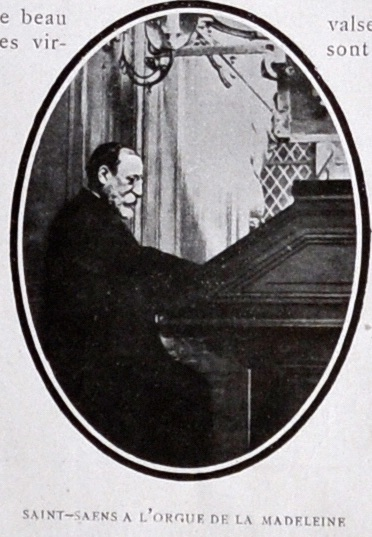
Camille Saint-Saëns, de décembre 1857 à avril 1877 ;
- Théodore Dubois, d'avril 1877 à mai 1896 ;
- Gabriel Fauré, de juin 1896 à septembre 1905 ;
- Henri Dallier, d'octobre 1905 à décembre 1934 ;
- Édouard Mignan, de janvier 1935 à 1962 ;
- Jeanne Demessieux, de 1962 à novembre 1968 ;
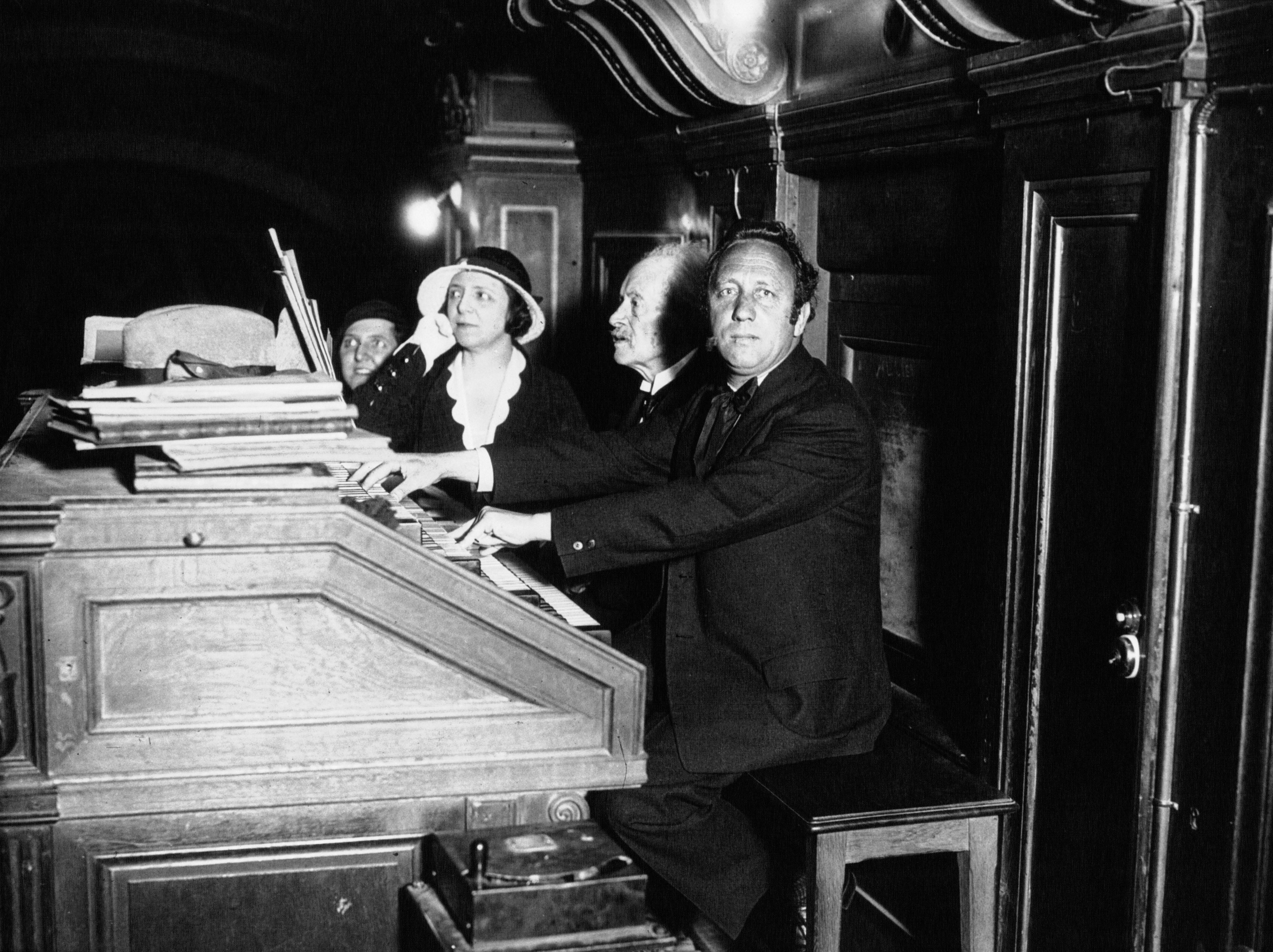
Odile Pierre, de janvier 1969 à février 1979.   - Anciens titulaires du grand orgue de la Madeleine
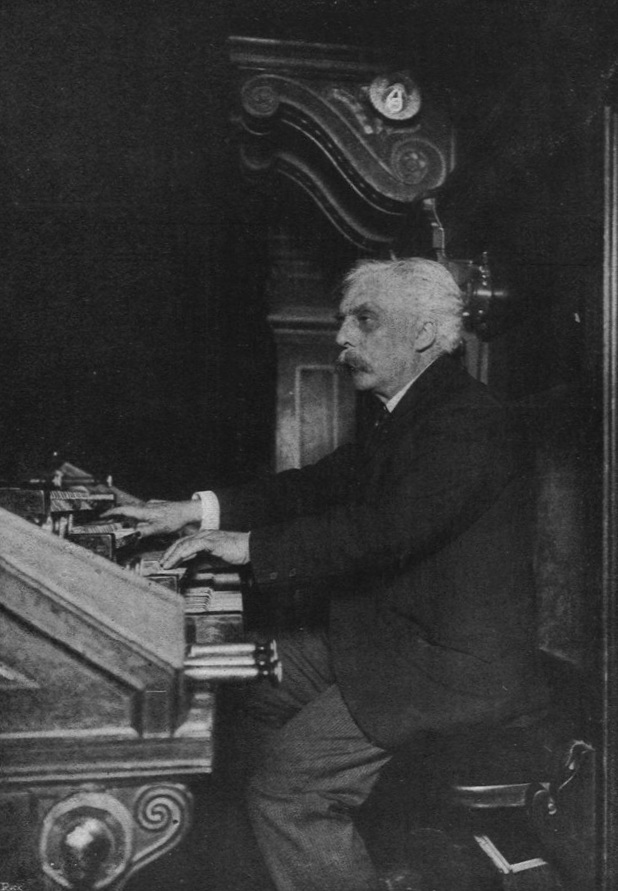
Gabriel Fauré à l'orgue de la Madeleine
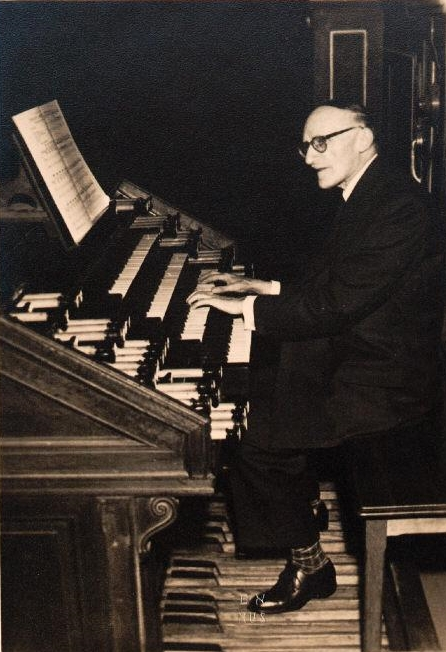
Édouard Mignan à l'orgue de la Madeleine.
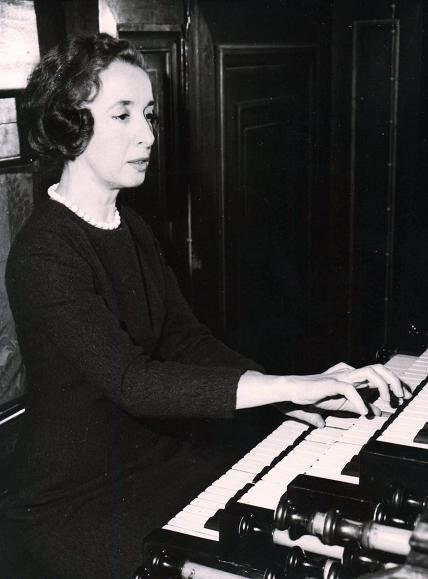
Jeanne Demessieux à l'orgue de la Madeleine.
  - Camille Saint-Saëns à l'orgue de la Madeleine.
  - Henri Dallier à l'orgue de la Madeleine.
  - Gabriel Fauré à l'orgue de la Madeleine
  - Édouard Mignan à l'orgue de la Madeleine.
  - Jeanne Demessieux à l'orgue de la Madeleine.

### Anciens suppléants du grand orgue
- Eugène Gigout, suppléant de Saint-Saëns dans les années 1860 ;
- Charles-Marie Widor, remplaçant de Saint-Saëns, durant les fêtes de Noël 1869, celui-ci étant parti à Weimar ;
- Gabriel Fauré, suppléant de Saint-Saëns dès 1872, avant de devenir titulaire ;
- Fernand de La Tombelle, suppléant de Dubois et de Fauré entre 1885 et 1898 ;
- Charles-Marie Pollet, suppléant de Fauré de 1898 à 1905 ;
- Nadia Boulanger, suppléante de Fauré puis de Dallier à partir de 1903 ;
- Édouard Mignan, suppléant de Dallier à partir de 1912, avant de devenir titulaire ;
- Pierre Labric, suppléant de Jeanne Demessieux dans les années 1960 ;
- Élisabeth Havard de la Montagne, suppléante de Jeanne Demessieux, puis d'Odile Pierre de 1967 à 1979.

### Titulaires actuels

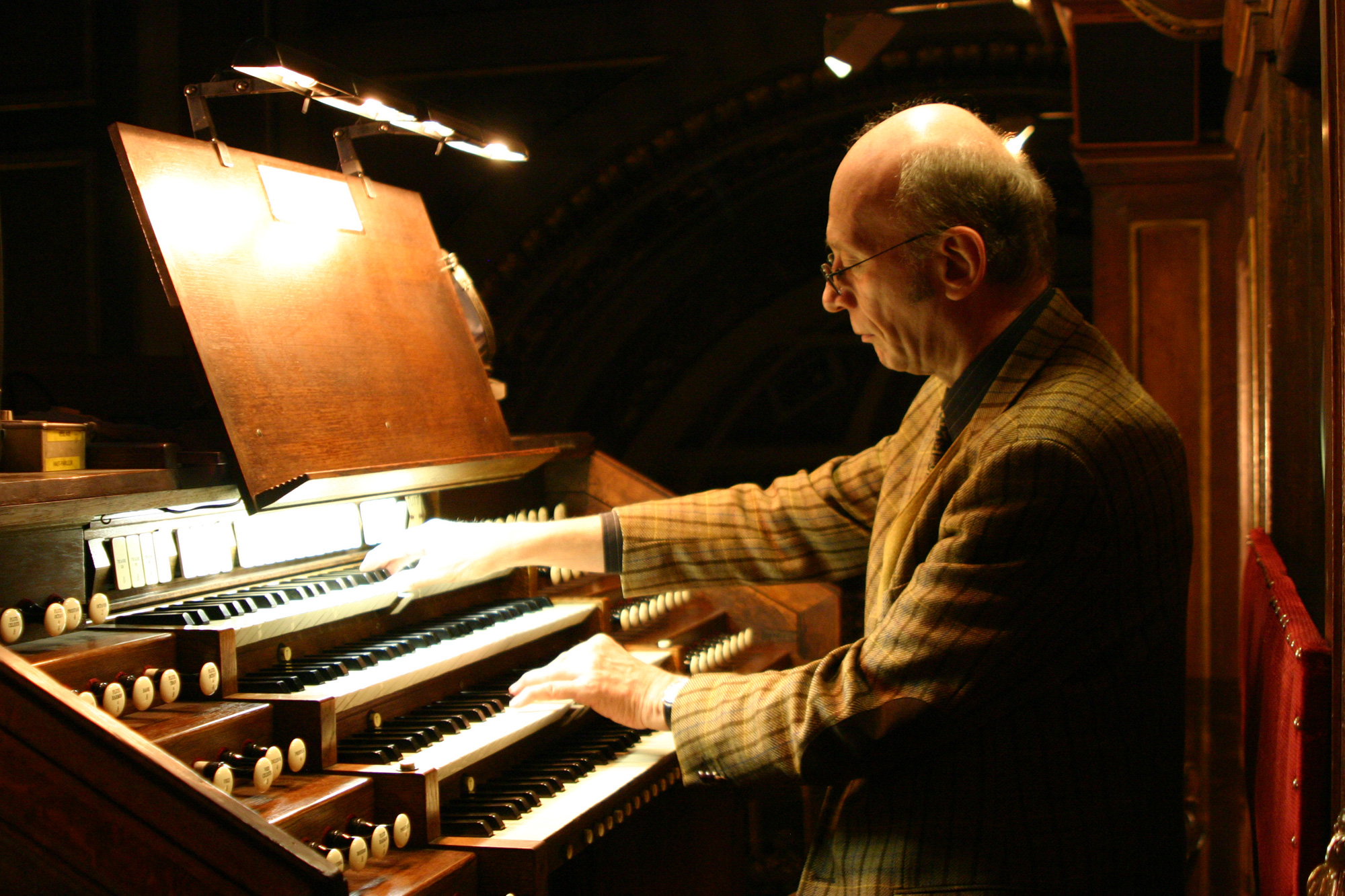
François-Henri Houbart à l'orgue de la Madeleine.

L'actuel titulaire du grand orgue de l'église de la Madeleine est François-Henri Houbart, depuis février 1979. Depuis mars 2020, il est assisté dans cette tâche par Olivier Périn.
Depuis 1980, le suppléant est Jean-Louis Vieille-Girardet.

## Rayonnement de l'instrument
De plus, de nombreux concerts ont lieu chaque mois à la Madeleine, notamment organisés par Les Dimanches Musicaux de La Madeleine, institués en 1986 sous l'impulsion du Chanoine Marcel Thorel et fondés et organisé par le Général Louis Kalck, alors curé de la paroisse. Ils sont organisés depuis 2009 par Olivier Périn.

### Enregistrements
Cet orgue a permis l'enregistrement de nombreux enregistrements CD, dont beaucoup par ses titulaires.

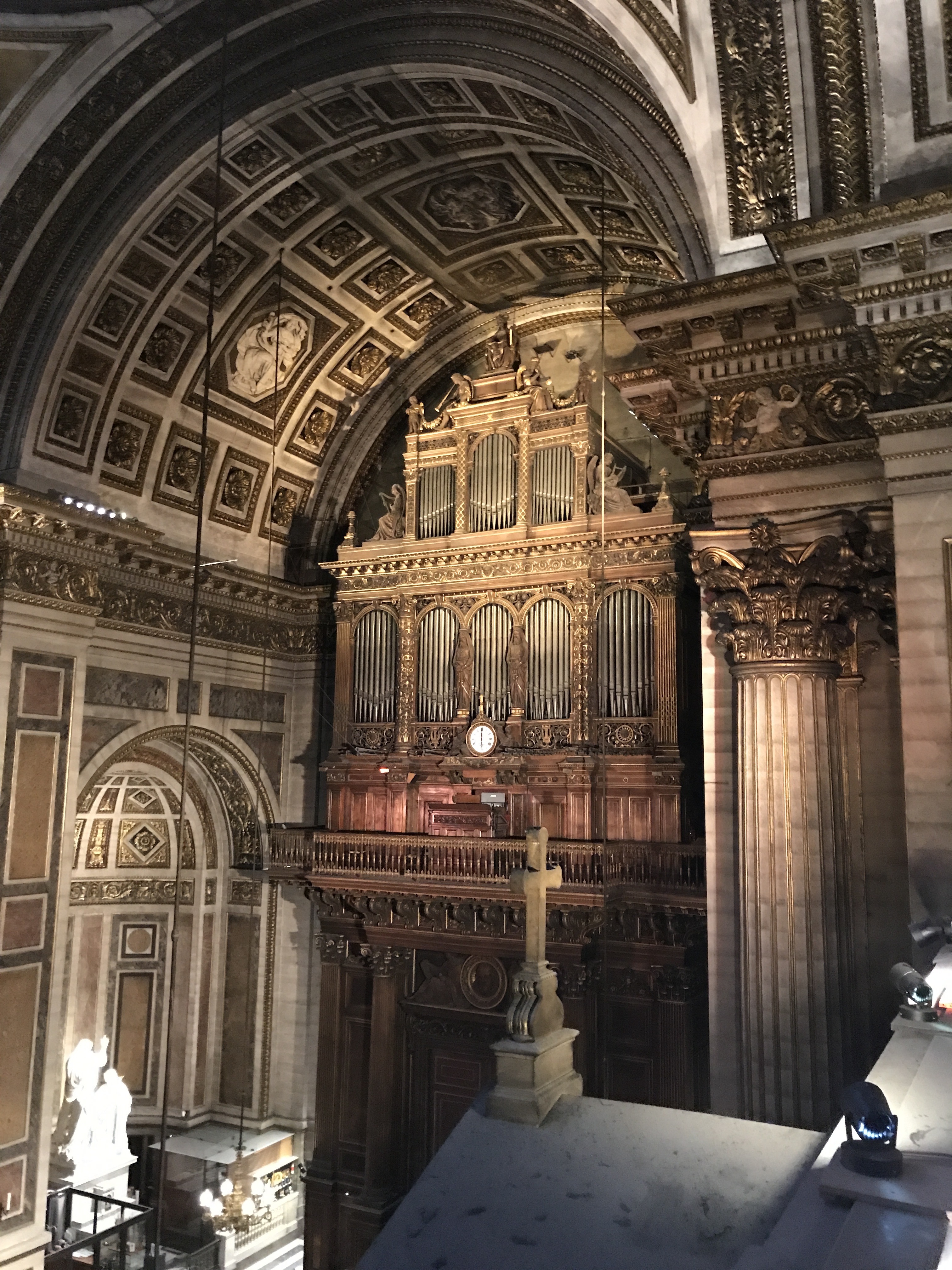
Grand orgue de l'église de la Madeleine vue depuis les galeries.

- Grand orgue de l'église de la Madeleine vue depuis les galeries.Ligia, LIDI 0109228-11 (2011) A Tribute to Jeanne Demessieux (Hampus Lindwall)
- Priory, PRCD 772 (2002) Great European Organs # 65 (Charles Matthews)
- IFO, 033 (1999) Grandes Toccates et Carillons Symphoniques
- Perre Verany, PVY 791011 (1988) Poulenc: Concerto pour orgue (François-Henri Houbart)
- Perre Verany, PVY 786033 (1985) Vierne: Symphonie #2, Widor: Symphony # 5 (François-Henri Houbart)
- Perre Verany, PVY 788013 (1984) Vierne: Symphonie #1, Pièces de fantaisie (François-Henri Houbart)
- Perre Verany, PVY 785031 (1984) Franck: Organ Works (François-Henri Houbart)
- Perre Verany, PVY 784041 (1983) Vierne: Symphonie #3, Pièces de fantaisie (François-Henri Houbart)